# Mikowice (województwo dolnośląskie)
Mikowice (niem. Mügwitz) – wieś sołecka w Polsce położona w województwie dolnośląskim, w powiecie kłodzkim, w gminie Kłodzko. W latach 1975–1998 miejscowość należała do województwa wałbrzyskiego.

## Geografia

### Położenie geograficzne
Mikowice leżą w południowo-zachodniej części Polski na obszarze Sudetów, w środkowej części Kotliny Kłodzkiej. Od Kłodzka, stolicy powiatu i gminy oddalone są o około 4 km na zachód. Na zachodzie graniczą z Roszycami, na północy z Korytowem, na wschodzie bezpośrednio z Kłodzkiem (Leszczynami), a na południu z Szalejowem Dolnym. Według danych z 2008 r. wieś zajmowała obszar 2,18 km², co stanowiło 0,86% powierzchni gminy Kłodzko.
| Rodzaj               | Powierzchnia (ha) | %      |
| -------------------- | ----------------- | ------ |
| użytki rolne         | 188               | 86,24% |
| tereny zamieszkane   | 27                | 12,38% |
| lasy                 | 3                 | 1,38%  |
| Powierzchnia wsi (Σ) | 218               | 100%   |

### Warunki naturalne

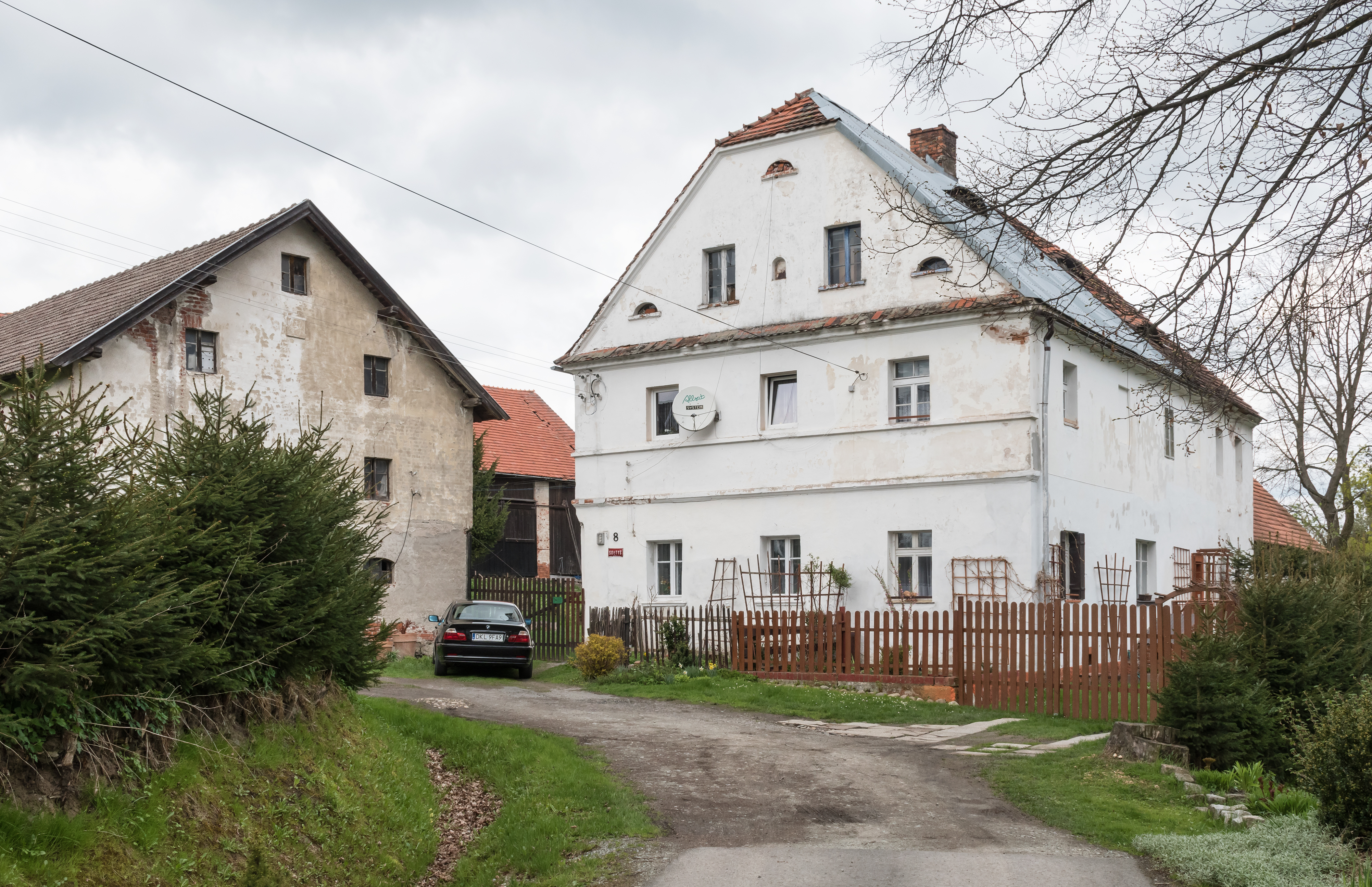
Dom nr 8 w Mikowicach

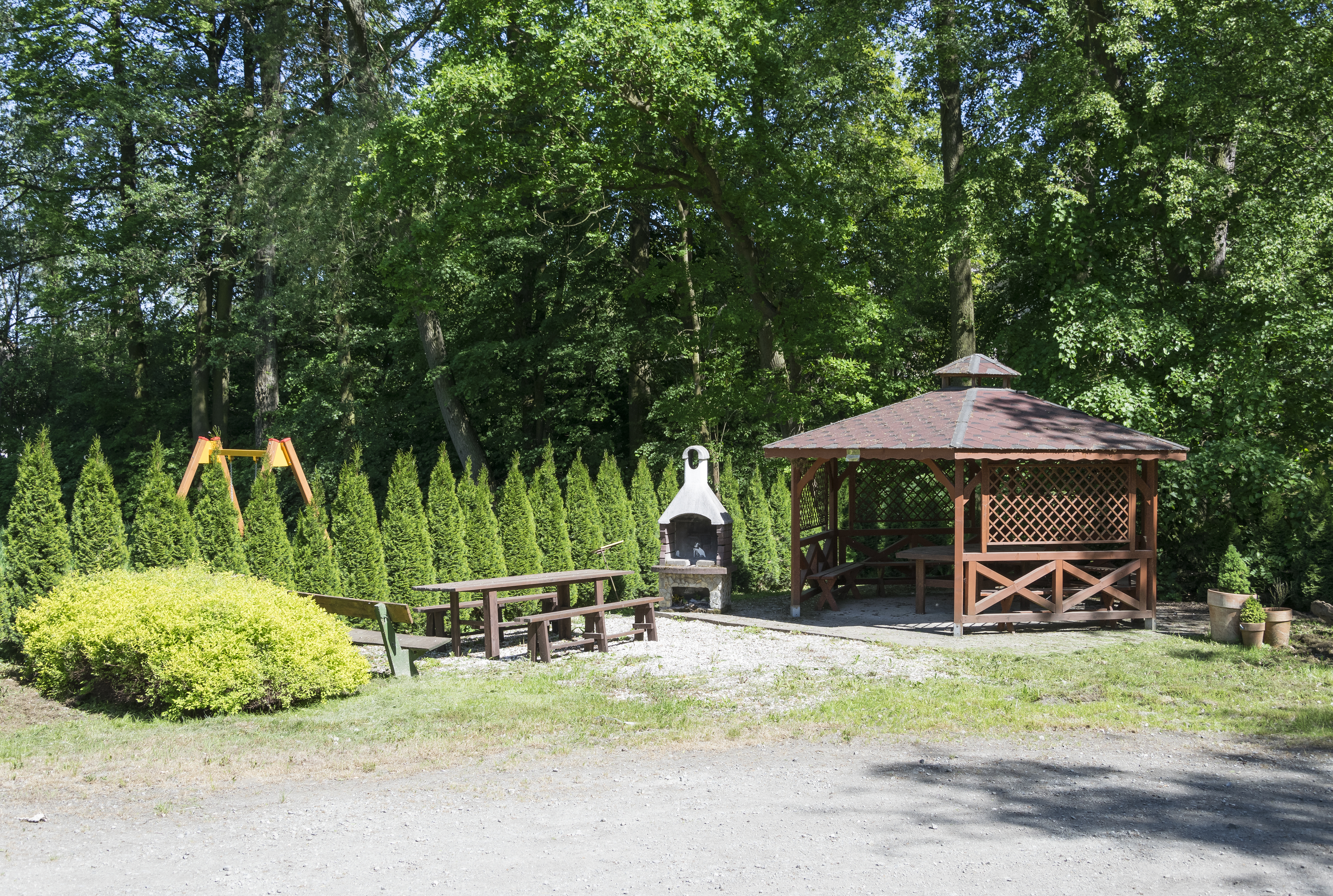
Teren rekreacyjny w centrum Mikowic w pobliżu stawu

Zabudowania Mikowic ciągną się w płytkiej dolince potoku – Roszyckiego Spławu (prawobrzeżny dopływ Ścinawki), na wysokości ok. 325–345 m n.p.m., wśród rozległych użytków rolnych zajmujących lekko sfalowany teren. W pobliżu nie występują większe lasy. Wieś leży na terenie pradoliny Nysy Kłodzkiej, która płynęła dawniej tędy omijając od zachodu pagór Fortecznej Góry.

## Demografia
Ludność Mikowic na przestrzeni stuleci kształtowała się w następujący sposób:
Mikowice nigdy nie były liczebną osadą. Przed II wojną światową liczba ich stałych mieszkańców wynosiła 139 osób. Najwięcej ludności wieś odnotowała w 1960 r. – 161 osób. Od lat 70. XX w. trwa stały odpływ ludności, którego nie powstrzymało dogodne położenie w pobliżu Kłodzka oraz korzystne warunki klimatyczno-glebowe.

## Historia
| 1342 | Migwitz             |
| 1358 | Mekuwicz            |
| 1361 | Mikowicz            |
| 1368 | Mekewicz            |
| 1401 | Megwitz             |
| 1420 | Megewitcz Mekewitcz |
| 1435 | Mekowicz            |
| 1463 | Mikowicz            |
| 1478 | Mickwitz            |
| 1479 | Mickewitz Miegwicz  |
| 1499 | Mekwitz Mekewitz    |
| 1549 | Mickwiz             |
| 1748 | Mügwitz             |
| 1945 | Mikowice            |

Mikowice należą do najstarszych osad powstałych w okolicy. Istniały już na pewno w 1. połowie XIV w. Zawsze należały do kłodzkiej parafii miejskiej. Wiadomo, że w 1342 r. mieszkało tu 3 chłopów płacących 3,5 marki czynszu Matthesowi von Pannwitzowi. W 1358 r. czynsz z 3 gospodarstw chłopskich pobierało Kłodzko, a istniał już wówczas folwark Otto Schrama. W 1393 r. w związku z wsią wymienieni byli: Matthis Lemberg i Niclos von Moschen. W Mikowicach powstało wolne sędziostwo, którego posiadacze pisali się z Mikowic.
W XV w. wieś i jej mieszkańcy często występowali w dokumentach miejskich Kłodzka, ponieważ wywodzili się stąd ławnicy kłodzcy. Wieś była zawsze silne była związana z miastem, a ponadto w 1479 r. folwark w Mikowicach był własnością kłodzkiego szpitala. Natomiast w 1492 r. miasto sprzedało folwark za 600 marek groszy Niclosowi Sominowi, zastrzegając jednak m.in. 4 marki czynszu na rzecz szpitala. Później folwark wrócił w posiadanie klasztoru. W 1494 r. hrabia kłodzki Henryk I Starszy z Podiebradów przekazał 2,5 łana czynszowego sędziostwa kłodzkim kanonikom regularnym, natomiast w 1499 r. zakonnicy dodatkowo przejęli od Hannsa von Pannwitza 2,5 łana i 2 pręty gruntu w Mikowicach. Wieś rozwijała się spokojnie, ale powoli, wobec czego nigdy nie przekształciła się w dużą osadę. 29 sierpnia 1597 r. majątki kanoników, w tym te leżące na terenie Mikowic, zostały przejęte przez jezuitów z Kłodzka. W 1628 r. posiadali tu 3 kmieci oraz zagrodników, a więc chyba całą wieś poza własnością szpitala. Z kolei w 1653 r. było tu tylko 6 gospodarzy, nadal istniał folwark szpitalny.
W 1747 r. wieś składał się z dwóch części. Jedną z 17 kmieciami posiadło Kolegium Jezuickie, a drugą, liczącą 10 zagrodników i chałupników – szpital. Po wojnach śląskich na mocy pokoju w Hubertusburgu w 1763 r., wieś razem z całym hrabstwem kłodzkim znalazła się w granicach Prus. W 1765 r. wartość majątku kolegium szacowano na 4283 talary. Między 1782 a 1787 r. Mikowice nabył pruski minister hrabia Friedrich Wilhelm von Reden z Bukowca, a mieszkało tu 6 kmieci i 4 zagrodników. W 1816 r. podział wsi na część szpitalną i prywatną utrzymywał się. W 1825 r. część prywatną posiadali: Bach i Rössner, a było w niej 14 domów, natomiast szpital posiadał 12 domów i folwark. W 1840 r. część prywatną z 19 domami posiadał baron von Münchhausen z Szalejowa Dolnego, a w części szpitalnej było 14 domów. W 1870 r. folwark, z gruntami o powierzchni 419 morgów, należał do gminy Kłodzko, a dzierżawił go niejaki Fischer. Wieś składała się z dwóch, wyraźnie oddzielonych części – zasadniczej wsi z folwarkiem i zabudowań związanych z wolnym sędziostwem na południe od niej (obecnie ul. Dusznicka w Kłodzku).
Po II wojnie światowej wieś znalazła się w granicach Polski. Przemianowano ją na Mikowice i przesiedlono jej dotychczasowych mieszkańców do Niemiec, w których miejsce przybyli nowi osadnicy z Polski. W zabudowaniach folwarku ulokowano Państwowe Gospodarstwo Rolne (PGR), a później Państwowy Ośrodek Hodowli Zarodowej (POHZ) ze Szczytnej. Założono tu także duży sad. Mimo to wieś nie rozwinęła się. W 1983 r. część wsi (kilka domów przy ul. Dusznickiej) przyłączono do Kłodzka.

## Edukacja i kultura
Tutejsze dzieci w wieku 6–13 lat uczęszczają do szkoły podstawowej w Bierkowicach. Młodzież w wieku 13–16 lat pobiera naukę na poziomie gimnazjalnym w Gimnazjum Gminnym im. Władysława Reymonta w Kłodzku, a następnie w większości kształci się w szkołach średnich na terenie wspomnianego Kłodzka.
Większość mieszkańców Mikowic jest wyznania katolickiego. Należą oni do parafii katolickiej Wniebowzięcia Najświętszej Maryi Panny w Kłodzku, prowadzonej przez księży jezuitów, utworzonej w XIV w. wchodzącej w skład dekanatu kłodzkiego, należącego do diecezji świdnickiej. Jej proboszczem jest o. Robert Mól SI.

## Administracja
Mikowice po zakończeniu II wojny światowej znalazły się w granicach Polski. Weszły w skład województwa wrocławskiego, powiatu kłodzkiego i gminy Kłodzko. Po likwidacji gmin w 1954 r. i powołaniu w ich miejsce gromad, Korytów znalazł się w gromadzie Bierkowice. Po zmianach w administracji terenowej w latach 70. XX w. osada weszła ponownie w skład gminy Kłodzko i województwa wałbrzyskiego.
Ostatnia zmiana miała miejsce w 1990 r., kiedy to na terenie gminy utworzono sołectwa jako jednostki pomocniczego podziału administracyjnego, którego jedna z siedzib znalazła się w Mikowicach. Na jego czele stoi sołtys, jako jednoosobowy organ władzy wykonawczej. Ma on do pomocy radę sołecką jako organ władzy ustawodawczej.
Mieszkańcy wsi wybierają do Rady Gminy dwóch radnych co 5 lat, tworząc wspólny okręg wyborczy z Korytowem, Roszycami, Ruszowicami, Piszkowicami, Gorzuchowem, Kamieńcem, Bierkowicami, Gołogłowami, Święckiem i Łączną.

## Infrastruktura

### Transport
Mikowice leżą na uboczu ważnych szlaków komunikacyjnych ziemi kłodzkiej. Przez wieś przebiega lokalna droga do Roszyc. Przez południową granicę wsi przechodzi droga krajowa nr 8 (E67). Komunikację autobusową zapewnia PKS Kłodzko. Na terenie wsi znajduje się przystanek autobusowy. Najbliższa stacja kolejowa znajduje się w Bierkowicach.

### Bezpieczeństwo
W zakresie ochrony przeciwpożarowej oraz innych miejscowych zagrożeń – Mikowice podlegają pod rejon działania Powiatowej Straży Pożarnej oraz Komendzie Powiatowej Policji w Kłodzku. Funkcję dzielnicowego pełni mł. asp. Krzysztof Pinkiewicz z ósmego rejonu służbowego. Podstawową opiekę medyczną zapewnia Zespół Opieki Zdrowotnej w Kłodzku.

## Architektura i urbanistyka
Mikowice zachowały swój pierwotny układ urbanistyczny zbliżony w formie do łańcuchówki. Na terenie wsi znajduje się większość dawnej zabudowy. Wznoszą się tu okazałe zabudowania i dawny folwark, pochodzące głównie z XIX w., a w całej wsi znajdują się murowane i murowano-drewniane domy mieszkalne i budynki gospodarcze z XIX w. Niektóre noszą cechy uproszczonej architektury barokowo-klasycystycznej (portale, opaski okienne, wnękowe szczyty, bramy wjazdowe). Przy drodze krajowej nr 8 znajdują się zespół okazałych zabudowań oraz kapliczka, krzyż pokutny i krzyż przydrożny.

## Gospodarka
Mikowice są wsią wyłącznie rolniczą. W 1978 r. było tu 11 gospodarstw rolnych oraz gospodarstwo POHZ ze szczytnej, zajmujące zabudowania dawnego folwarku. Wyłącznie z pracy w rolnictwie utrzymywało się ok. 54% ludności czynnej zawodowo, natomiast 10 lat liczba ta wzrosła do 93%. Z kolei gospodarstw indywidualnych było 14. Wieś nie posiada prawie żadnego zaplecza handlowo-usługowego i chociaż leży w sąsiedztwie Kłodzka, znajduje się całkowicie na uboczu. Wykorzystywane są dobre warunki glebowo-klimatyczne do produkcji rolnej. Część mieszkańców znajduje zatrudnienie poza rolnictwem, głównie w Kłodzku.

## Ciekawostki
- W latach 1894–1895 dokonano we wsi odwiertów, dzięki którym stwierdzono występowanie na tym obszarze dwu- horyzontów glin moreny dennej, co było dowodem na płynięcie tędy dawniej Nysy Kłodzkiej[11].